# Vaux-le-Moncelot
Vaux-le-Moncelot è un comune francese di 77 abitanti situato nel dipartimento dell'Alta Saona nella regione della Borgogna-Franca Contea.

## Società

### Evoluzione demografica
Abitanti censiti